# Myrmecia harderi
Espèce
Synonymes
- Promyrmecia celaena
- Promyrmecia maloni
- Promyrmecia scabra

Myrmecia harderi est une espèce de fourmi originaire d'Australie. Les plus fortes populations de cette fourmi géante se trouvent dans le sud-est du pays.
L'espèce est décrite pour la première fois en 1910.

## Nom vernaculaire et classement
Du fait de son agressivité, cet insecte social est aussi connu sous le nom vernaculaire de « fourmi bouledogue ».
La fourmi bouledogue appartient au genre Myrmecia, à la sous-famille Myrmeciinae.
La plupart des ancêtres des fourmis du genre Myrmecia n'ont été retrouvés que dans des fossiles, à l’exception de Nothomyrmecia macrops, seul parent vivant actuellement.

## Biologie
La taille des ouvrières de l'espèce Myrmecia harderi est d'environ 10 mm de long ; les reines peuvent atteindre 15 mm de long. Myrmecia harderi a généralement une tête noire, un abdomen noir, des antennes jaunâtres, des mandibules jaunes et des pattes brunes. Son corps est couvert de poils épars, très fins et courts, de couleur jaune.

## Source de la traduction
- (en) Cet article est partiellement ou en totalité issu de l’article de Wikipédia en anglais intitulé « Myrmecia harderi » (voir la liste des auteurs).